# Jevfroszinyija Antonovna Kersznovszkaja
Jevfroszinyija Antonovna Kersznovszkaja (oroszul: Евфросиния Антоновна Керсновская, Orosz Birodalom, Odessza, 1908. január 8. – Oroszország, Jesszentuki, 1994. március 8.) orosz nő, aki 12 évet töltött a Gulágon mint politikai elítélt, majd büntetése letelte után mint száműzött, ugyanott dolgozott nyugdíjazásáig. Az 1960-as években megírta visszaemlékezéseit.

## Életpályája
Kersznovszkaja orosz nemesi családban született Odesszában, de ősei között görögök is voltak. Az oroszországi polgárháború alatt Besszarábiába költöztek, ahol gazdálkodással foglalkoztak. Besszarábiát hamarosan Romániához csatolták. 1940-ben a területet elfoglalta a Szovjetunió, és Kersznovszkaját és anyját, mint földbirtokosokat elűzték az otthonukból, apja ekkor már nem élt. 1941-ben kitelepítették Szibériába, ahol egy fakitermelő telepen kellett dolgoznia. 1942-ben megszökött, de néhány hónap múlva elfogták és halálra ítélték. Elutasította, hogy kegyelmi kérvényt nyújtson be, ám ennek ellenére büntetését 10 év kényszermunkára változtatták, melyet a Norillágon kellett eltöltenie, túl az északi sarkkörön.
A Norillagon dolgozott Norilszk város építkezésein, a helyi kórházban mint ápolónő, boncmester, majd bányába került, ahol nehéz fizikai munkát végzett. A bányából rövid időre ismét visszakerült a kórházba, de, hogy büntetését rövidítse, nehéz vasúti munkákat (árurakodást, pályakarbantartást) is elvállalt. A kényszermunka letelte után sem térhetett haza, mivel örökös száműzetésre ítélték, amit kitelepítésének eredeti helyén, a fakitermelő telepen kellett volna eltöltenie, ahonnan annak idején megszökött.
Azonban sikerült Norilszkban maradnia, ahol nyugdíjazásáig ismét a bányában dolgozott fizikai munkásként. Ebben az időszakban bátor kiállása miatt a KGB látókörébe is bekerült. Nyugdíjazása után édesanyjával együtt Jesszentukiban telepedett le, ahol 1964 és 1968 között megírta emlékiratait. 1994-ben hunyt el.

## Emlékiratai
Emlékeit 12 füzetben örökítette meg, 2 200 000 karakterben, a szöveghez 680 rajzot készített.
Művéből 3 példányt készített. 1968-tól szamizdatként kezdett terjedni, a gépelt lapok hátoldalán a képekkel. 1990-ben az Ogonyok és a Znamja lapokban kivonatokat tettek közzé a műből, akárcsak a The Observerben 1990 júniusában, majd később német és francia részleges kiadások következtek.
2001-ben jelent meg a teljes mű 6 kötetben Oroszországban, azóta több nyelvre lefordították, magyarul „Mennyit ér egy ember?” címmel jelent meg 2012-ben.

## Magyarul
- Mennyit ér egy ember?; ford. Balkó Ágnes; M-érték, Bp., 2012

## Fordítás
- Ez a szócikk részben vagy egészben  az   Eufrosinia Kersnovskaya című angol Wikipédia-szócikk ezen változatának fordításán alapul.  Az eredeti cikk szerkesztőit annak laptörténete sorolja fel. Ez a jelzés csupán a megfogalmazás eredetét és a szerzői jogokat jelzi, nem szolgál a cikkben szereplő információk forrásmegjelöléseként.